# Top Channel
41°19′23.28″N 19°49′18.94″E / 41.3231333°N 19.8219278°E
Top Channel是阿尔巴尼亚的一个全国性的商业电视台，总部位于地拉那。该电视台成立于2001年，由商业巨头Dritan Hoxha和Top传媒集团的部分建立。Top Channel是阿尔巴尼亚首个采用16:9比例的高清电视台。2003年9月起，该台开始上星广播。